# Inna Gliznuța
Inna Gliznuța (născută Șapavalova, n. 18 aprilie 1973, Tighina, RSS Moldovenească, URSS) este o fostă sportivă moldoveană, maestru în sport de categorie internațională la sărituri în înălțime.

## Carieră
Inna a absolvit Școala de medicină din Tighina în 1992 și a studiat la Institutul Național de Educație Fizică și Sport din 1998.
A început să practice săriturile în înălțime sub îndrumarea antrenorului Olga Stratienko. Din 1984, este antrenată de antrenorul emerit al Republicii Moldova Vitalie Arhilei. În anul 2000, activa în calitate de soră medicală la Școala sportivă a rezervelor olimpice nr. 3 din Tighina.
A fost campioana Moldovei în anii 1996, 1997, 1998 și 1999 și a reprezentat Moldova la Jocurile Olimpice de vară din 1996 (Atlanta), 2000 (Syndey), 2004 (Atena) și 2008 (Beijing).

## Performanțe
| An                                             | Competiție                                     | Locație                                        | Loc                                            | Note                                           |
| Reprezentând Comunitatea Statelor Independente | Reprezentând Comunitatea Statelor Independente | Reprezentând Comunitatea Statelor Independente | Reprezentând Comunitatea Statelor Independente | Reprezentând Comunitatea Statelor Independente |
| ---------------------------------------------- | ---------------------------------------------- | ---------------------------------------------- | ---------------------------------------------- | ---------------------------------------------- |
| 1992                                           | Campionatul mondial între juniori⁠(d)           | Seoul, Coreea de Sud                           | 2                                              | 1,88 m                                         |
| Reprezentând Republica Moldova                 |                                                |                                                |                                                |                                                |
| 1993                                           | Campionatul Mondial în sală                    | Toronto, Canada                                | 14                                             | 1,85 m                                         |
| 1993                                           | Campionatul Mondial                            | Stuttgart, Germania                            | –                                              | FR                                             |
| 1994                                           | Campionatul European sală                      | Paris, Franța                                  | 8                                              | 1,90 m                                         |
| 1994                                           | Campionatul European                           | Helsinki, Finlanda                             | 17 (c)                                         | 1,90 m                                         |
| 1996                                           | Jocurile Olimpice                              | Atlanta, Statele Unite                         | 23 (c)                                         | 1,85 m                                         |
| 1997                                           | Campionatul Mondial                            | Atena, Grecia                                  | 21 (c)                                         | 1,80 m                                         |
| 1998                                           | Campionatul European                           | Budapesta, Ungaria                             | 23 (c)                                         | 1,83 m                                         |
| 1999                                           | Universiada                                    | Palma de Mallorca, Spania                      | 9                                              | 1,85 m                                         |
| 1999                                           | Campionatul Mondial                            | Sevilia, Spania                                | 31 (c)                                         | 1,85 m                                         |
| 2000                                           | Jocurile Olimpice                              | Sydney, Australia                              | 23 (c)                                         | 1,89 m                                         |
| 2001                                           | Universiada⁠(d)                                 | Beijing, China                                 | 4                                              | 1,88 m                                         |
| 2002                                           | Campionatul European în sală                   | Viena, Austria                                 | 14 (c)                                         | 1,89 m                                         |
| 2002                                           | Campionatul European                           | München, Germania                              | 17 (c)                                         | 1,87 m                                         |
| 2004                                           | Jocurile Olimpice                              | Atena, Grecia                                  | 26 (c)                                         | 1,85 m                                         |
| 2005                                           | Campionatul Mondial                            | Helsinki, Finlanda                             | 21 (c)                                         | 1,84 m                                         |
| 2006                                           | Campionatul European                           | Göteborg, Suedia                               | 20 (c)                                         | 1,87 m                                         |
| 2007                                           | Campionatul Mondial                            | Osaka, Japonia                                 | 25 (c)                                         | 1,88 m                                         |
| 2008                                           | Jocurile Olimpice                              | Beijing, China                                 | 29 (c)                                         | 1,80 m                                         |

Note:
- Rezultatele cu „c” indică poziționarea într-o rundă de calificare

## Recorduri personale
| Probă            | Performanță | Dată             | Locație            |
| ---------------- | ----------- | ---------------- | ------------------ |
| Înălțime         | 1,95 m      | 13 iunie 1999    | Tel Aviv           |
| Înălțime în sală | 1,93 m      | 29 ianuarie 1994 | Jablonec nad Nisou |

## Legături externe
- en Inna Gliznuța la World Athletics
- Inna Gliznuța la Sports-Reference.com (arhivat la 1 aprilie 2020)
- en Inna Gliznuța la Olympedia.org